# Kommunizmus

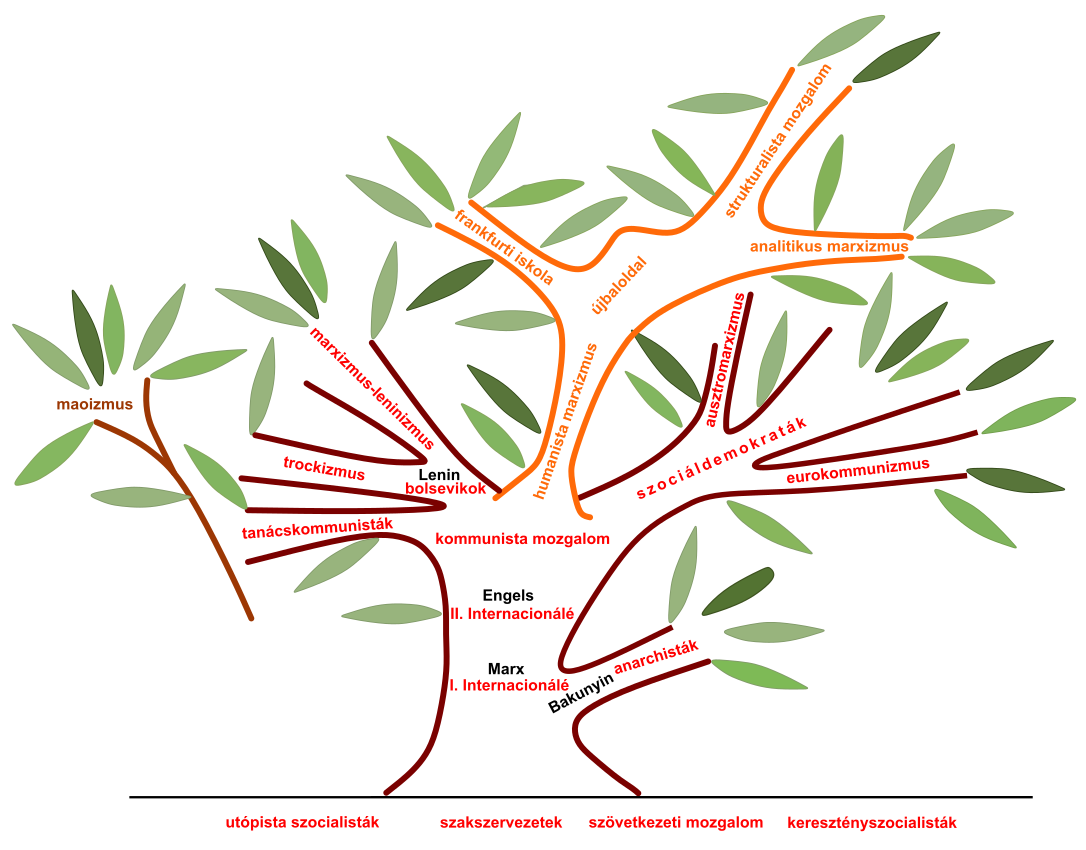
A baloldali ideológiák családfája

A világ volt (narancs) és 2024-ben fennálló (vörös) kommunista államai

A kommunizmus (a latin communis szóból, jelentése: 'közös, egyetemes) olyan filozófiai, gazdasági és politikai ideológia, baloldali eszmerendszer, amely a termelési eszközök társadalmi tulajdonára épülő társadalmi rendszert kíván létrehozni, és elutasítja az emberek közötti osztálykülönbségeket, illetve a kommunizmus fogalmába tartozik még az a társadalmi mozgalom, amely ennek a társadalmi rendszernek a létrehozására irányul. Célja egy kommunista társadalom megteremtése, a közös tulajdonlás köré összpontosuló társadalmi-gazdasági rend.  A termelés és a javak elosztása ebben az elképzelt rendszerben a „mindenki képességei szerint vesz részt a termelésben, mindenki szükségletei szerint részesül a létrehozott javakból” elv alapján történik. Az eszményi kommunista társadalom a magántulajdon, a társadalmi osztályok és végső soron a pénz és az állam eltűnésével járna.
Marx Károly és Engels Frigyes 1848-as Kommunista kiáltványának kiadása óta a kommunizmus kifejezés elsősorban az általuk leírt osztály nélküli társadalmat, illetve az ennek megvalósítására létrejött (marxista) politikai ideológiát és mozgalmat jelenti.
A kommunista eszme legkülönbözőbb ágai mind egyetértenek abban, hogy – amint azt a Kommunista kiáltvány megfogalmazza – a világ túlnyomó részén ma létező társadalmi rendszer kapitalizmus, tőkés termelési mód. Ebben a rendszerben két alapvető társadalmi osztály létezik, amelyek közül az egyik kizsákmányolja a másikat, és ez a helyzet csak társadalmi forradalom révén oldható fel. Az egyik osztály a munkásosztály, a proletariátus, a lakosság nagyobb része, amely munkaerejének eladására kényszerül, a másik pedig a burzsoázia, egy elenyésző kisebbség, amely a termelési eszközök magántulajdona révén profitot húz from a dolgozók munkájából. Az elmélet szerint a kommunista forradalom hatalomba helyezi a munkásosztályt, és megvalósítja a termelési eszközök közösségi tulajdonát a kommunizmus felé történő átmenet első lépéseként. Marx és Engels azonban soha nem fejtették ki részletesen elképzeléseiket a leendő szocialista vagy a kommunista társadalomról. A kulcsfeladatot egy mozgalom létrehozásában látták a kapitalizmus megdöntése érdekében. Amint a munkásosztály hatalomra jut, már az új társadalom feladata lesz önmaga demokratikus megszervezése az adott történelmi körülmények között. 
A kommunizmus nem azonos a szocializmussal, melyről abban az esetben lehet beszélni, melyben az embereket a társadalom a teljesítmény alapján részesíti az anyagi javakból. A kommunizmus kifejezést a történelem során több, eltérő értelemben használták és használják.
Számos magát kommunistának valló, ám egymástól ideológiájában eltérő mozgalom terjedt el, azonban a Szovjetunióból kiindult marxista–leninista, sztálinista, később a kínai maoista irányzatok voltak azok, amelyek a 20. század világpolitikájára a legnagyobb befolyást gyakorolták.
1918-ban az Oroszországi Szociáldemokrata Munkáspárt bolsevik szárnya felvette az Oroszországi Kommunista Párt nevet, amit más országok velük szövetségben álló pártjai szintén követtek. Ezt követően a Szovjetunió, illetve más szovjet mintájú párt által irányított országokat kommunistának, hivatalos doktrínájukat kommunizmusnak kezdték el nevezni, bár ezen országok egyikében sem valósult meg a kommunista társadalom. A tőkés propaganda a kommunizmus szónak már annak megjelenésétől pejoratív csengést teremtett, ezzel szemben a szocializmus szónak kedvezőbb hangzása volt a közvélemény előtt. Másrészt a politológia Marx terminológiájára hivatkozott, aki úgyszintén kommunizmusnak – a kommunizmus első fázisának – nevezte azt a társadalmat, mely a kapitalizmus megdöntése és a végleges kommunista társadalom bevezetése közti átmeneti állapotban van. A kommunista irányultságú pártok tagjai pártjuk hivatalos elnevezésétől (ami éppen a szó pejoratív csengése miatt gyakran más volt) függetlenül magukat és egymást kommunistának nevezték, egymást elvtársnak szólították.
A kommunizmus szó a 20. században, különösen az úgynevezett létező szocializmus hatására kiüresedett absztrakcióvá vált, a rá vonatkozó elméletek a hívei és ellenfelei értelmezésében az üdvtörténet és az összeesküvés-elmélet kettősségében mozogva tulajdonképpen kiegészítik egymást.

## Etimológia
A latin communis szóból (közös, egyetemes) származó kifejezés legkorábbi előfordulását az etimológusok a francia Victor d'Hupay filozófus által 1785 körül Nicolas-Edme Rétifnek írott levélben mutatták ki, amiben d'Hupay magát auteur communiste-nek, kommunista szerzőnek, írónak nevezte. Restif maga 1793-ban használta elsőként a kommunizmus szót egy egyenlősítő és a köztulajdonon alapuló társadalom leírására a Victor d'Hupay egyik könyvéről írott áttekintésében. Később is gyakran alkalmazta ezt a szót írásaiban a köztulajdonon alapuló kormányzati forma leírására. Angol nyelven először John Goodwyn Barmby használta a kifejezést 1840 körül.

## Meghatározásai

### Önmeghatározása
A kommunizmus a marxizmus elmélete szerint társadalmi–gazdasági alakulat (mint például a feudalizmus, kapitalizmus és mások), ami a termelési eszközök társadalmi tulajdonára épül. Kialakulását két fázis jellemzi, amelyek egymástól fejlettségi fokukban különböznek: a szocializmus az alacsonyabb fok, a kommunizmus a magasabb. A kommunizmus ebben a fejlett formájában a világon soha, sehol nem jött létre.
A kommunizmus osztály nélküli társadalmi rendszer, amelyben a termelési eszközök egységes köztulajdonban vannak, a társadalom tagjai teljes egyenlőségben élnek, az állandóan fejlődő tudomány és technikai alapján létrejött a jólét magas foka, az anyagi javak termelésében mindenki képességei szerint vesz részt és a munka eredményéből mindenki a szükségletei szerint részesül.
A kommunizmus szó a társadalmi rendszeren kívül jelentheti még a kommunizmus elméletét, illetve a kommunista társadalom létrehozására irányuló társadalmi mozgalmat.

#### Marx és Engels a kommunizmusról
Marx A tőke című művében ír arról, hogy a a kapitalista kor technikai vívmányai, a termelőerők fejlődése nyomán a magántulajdonra épülő tőkés társadalmi–gazdasági formációt, perspektívában felváltja a társadalmi tulajdonra épülő osztálynélküli társadalom. Az új társadalom azonban egy konkrét régi rendszerből fejlődik ki, és ezért „kezdetben még minden tekintetben, gazdaságilag, erkölcsileg, szellemileg sújtják [...] a régi társadalom anyajegyei”. Az új társadalom első szakaszát a marxizmus klasszikusai különböző módokon nevezték, mint szocializmus, a kommunizmus alsó foka, vagy proletárdiktatúra. Az osztály nélküli társadalom csak a fejlődés magasabb fokán valósulhat meg:

„A kommunista társadalom egy felsőbb szakaszán, amikor az egyének már nincsenek leigázó módon alárendelve a munkamegosztásnak, és ezzel a szellemi és testi munka ellentéte is megszűnt, amikor a munka nemcsak a létfenntartás eszköze, hanem maga lett a legfőbb létszükséglet, amikor az egyének mindenirányú fejlődésével a termelőerők is növekedtek és a kollektív gazdagság minden forrás bőven buzog – csak akkor lehet majd a polgári jog szűk látóhatárát egészen átlépni és csak akkor írhatja zászlajára a társadalom: mindenki képességei szerint, mindenkinek szükségletei szerint!”

– Marx: A gothai program kritikája

### Modern polgári meghatározás
A kommunizmus szónak több jelentése van:
- Első jelentése egy társadalomelméleti utópia, ami a társadalmi egyenlőség és szabadság, a közösségi tulajdon és a gondok kollektív megoldása elvein nyugszik.

- Másodjára a fogalom jelenti a Marx, Engels és Lenin közgazdasági és politikai elméletein alapuló osztálynélküli társadalmat mint célkitűzést.

- Harmadszor jelenti a kommunista pártok által vezetett politikai mozgalmat, amelynek célja a kommunista eszmék gyakorlati megvalósítása, a társadalom átvezetése a kommunizmusba.

- Jelenti továbbá  – mint külső megjelölés – a kommunista pártok által létrehozott  diktatúrát és az ilyen vezetésű országok rendszerét, túlnyomórészt a Szovjetunió vezetése alatt a hidegháború idején. A kommunista diktatúrák egy részében tömeges terror uralkodott, mint a Szovjetunióban a sztálini nagy tisztogatás idején, Kínában a kulturális forradalomban vagy a vörös khmerek diktatúrája idején Kambodzsában.

A kommunizmus elméletének és gyakorlatának elhatárolása a szocializmustól sok esetben nem lehetséges.

## A kommunista ideológia

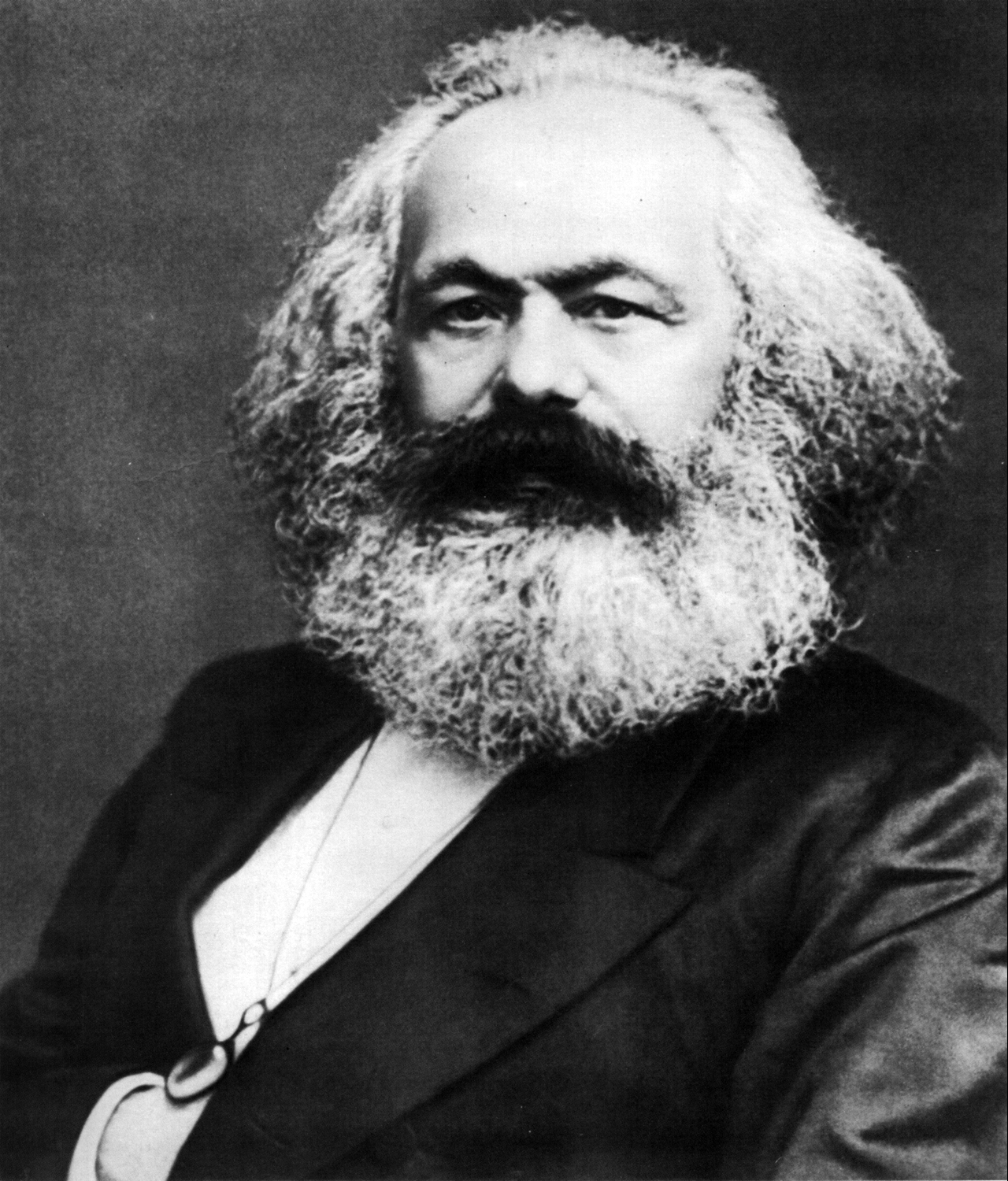
Karl Marx

A kommunista ideológia kulcsszavai ugyanúgy a szabadság, egyenlőség, testvériség, mint a liberalizmusnak, de szabadságeszménye nem individualista. Az elnyomástól, a nélkülözéstől, a kizsákmányolástól mentesítő, de az értelmes munkát lehetővé tevő szabadságot mindenki számára biztosítani kell. Az ehhez vezető út a fennálló burzsoá struktúrák, intézmények megszüntetése, lerombolása, melyek gátolják sokak szabadságát és védelmezik kevesek kiváltságait. A kommunizmusban az egyén szabadsága nem kerülhet szembe a közösség szabadságával, egyik sem előbbre való a másiknál, mert egybeesik mindkettő érdeke. A szabadság egyaránt a közösség és az egyes ember jellemzője. Ahogy Mihail Alekszandrovics Bakunyin fogalmazott: „az én szabadságomhoz nélkülözhetetlen mindenki szabadsága”.
A termelési eszközök, tehát az emberiség létfeltételeinek köztulajdonba vételével a kommunizmusban megszűnik a tőkének a munka feletti uralma, a kapitalista munkamegosztás, eltűnik a bérmunka, vagyis az emberi alkotó tevékenységre külső kényszerként ható minden tényező. A munka felszabadítása minőségben és mennyiségben is megnöveli a társadalom gazdasági produktivitását, lehetővé téve a szükségletek teljes kielégítését.
A kommunizmus célja világrendszer kialakítása, elméleti nézeteiben univerzális és internacionalista-kozmopolita (ugyanakkor a kelet-európai kommunista blokk egyes államai politikájában a nacionalizmus szélsőséges formáin alapuló intézkedések is megjelentek).
A 20. századi kommunizmus egyik fontos eszmei áramlata a marxista humanizmus.

### A kommunista ideológia eszmetörténete

#### Eszmei előzmények

Morus Tamás – (Ifj. Hans Holbein festménye)

Az emberek közötti természetes egyenlőség, az egalitarizmus gondolata még a leginkább hierarchikus felépítésű társadalmakban is felbukkan. Tudományos kifejtésére, az ezzel kapcsolatos eszmerendszer, az osztálynélküli társadalom gondolatának kidolgozására először az ókori görög filozófiában, Platón révén került sor. Az ő Állam című művében bukkan fel először az az elképzelés, hogy létezhet ideálisan elrendezett társadalom, az együttélés viszonyai nem örök adottságok. Platón a nőket egyenrangúnak tartja a férfiakkal, a rabszolgákat a szabadnak születettekkel.
Az őskeresztények időszámításunk kezdetén vagyonközösségben éltek, a hívők pedig egész vagyonukat a gyülekezet rendelkezésére bocsátották.
- „Egyikük sem mondott semmit sem a magáénak a birtokából, hanem mindenük közös volt. Nem is volt közöttük senki szűkölködő, mert mindazok, akiknek földje vagy háza volt, eladták, s az eladott javak árát elhozták, és az apostolok lábához tették. Mindenkinek annyit osztottak ki, amennyire kinek-kinek szüksége volt...”[27]

A (szegénységen alapuló) vagyoni egyenlőség gondolatát a későbbiekben egyházi rendek, leginkább a ferences rend vitte tovább. Az ismétlődő parasztfelkelésekben is mindig megjelentek az egyenlősítő törekvések, amint azt Geyer Flórián dala is mutatja. A Dózsa György-féle parasztfelkelésben is összekapcsolódtak a parasztok sérelmei a ferencesek eszméivel. Az őskereszténység ideológiájának továbbélése a keresztény kommunizmus teológiai irányzata.
A kereszténységen túl is világszerte éltek ezek az eszmék. Az i. e. 6. században létrejött buddhizmus elsősorban azoknak a körében terjedt Indiában, akik a hinduizmus által szentesített kasztrendszer ellen tiltakoztak. A nagy kínai parasztfelkelések is mind egyenlősítő mozgalmakként indultak. 
Az egyenlősítő mozgalmak korlátait azonban Kínában és másutt egyaránt mutatja az, hogy azokat vagy leverték, vagy szektákká szorultak vissza, vagy maguk alakultak át újra hierarchikus társadalommá, mint például a parasztfelkelésből létrejött Ming-dinasztia.
Morus Tamás angol gondolkodó 1513-as Utópia című könyvében kifejtette – a kezdődő angol kapitalizmus kritikájaként – hogy az ember az ősközösségben volt a legboldogabb, így az őskommunákhoz kell visszatérni a földi boldogság eléréséhez. Ehhez le kell mondani a magántulajdonról, minden eszköz a köz tulajdonába kerül. Mindenki a közösségnek él és dolgozik, amely így teljesen önellátó, ezáltal a pénz is fölöslegessé válik, hiszen a megvalósult utópiában már nem lesz rá szükség. Az 1500-as évek keresztény uralom alatt álló Mexikójában, létezett egy tartomány amelyet jelentős mértékben Morus elképzelései alapján szerveztek meg. Ebben jelentős szerepe volt Vasco de Quiroga püspöknek.
Az 1600-as években virágozott jezsuita missziók a guaraní indiánok körében ugyancsak egyenlősítő, kommunisztikus társadalmi kísérletek voltak csakúgy, mint részben a modern kibucok is azoknak tekinthetők Izraelben.
A 17. században az angol forradalom idején több egyenlősítő irányzat is megjelent. A puritánok egyik csoportja, a diggerek a föld magántulajdonának eltörlését szorgalmazták.
A felvilágosodás újra felvetette az ideális társadalom megvalósíthatóságának a kérdését. Rousseau műve, a Társadalmi szerződés szerint az egyéni érdekek összeegyeztethetők a közösség érdekével, ha mindenki minden jogáról lemond a politikai közösség javára. A politikai közösség érdeke így tagjainak segítése és megvédelmezése lesz. A francia forradalomban tovább éltek a racionális társadalomátalakítás felvilágosult eszméi. A jakobinus diktatúra vagy Gracchus Babeuf mozgalma szélsőséges egyenlőséget próbált megvalósítani. Később, I. Napóleon császár uralkodása alatt és a Bourbon restauráció idején különféle titkos összeesküvések születtek egy egyenlőbb társadalom létrehozására. Ezek a titkos társaságok és a különféle munkásszövetségek képezték a kommunista mozgalom alapját. A baloldali értelmiség Saint-Simon herceg utópista szocializmusában kereste a társadalmi haladás lehetőségét.
A 19. század elején több reformer gondolkodó a gyakorlatba is megpróbálta átültetni az egyenlősítő társadalom eszméjét, immár a gyakorlati, és nem a vallási szempontokat előtérbe helyezve. Robert Owen alapította meg a New Harmony (Új harmónia) elnevezésű települést Indiana államban 1825-ben. Charles Fourier és követői hasonló gyarmati településeket alapítottak.

### Marxizmus

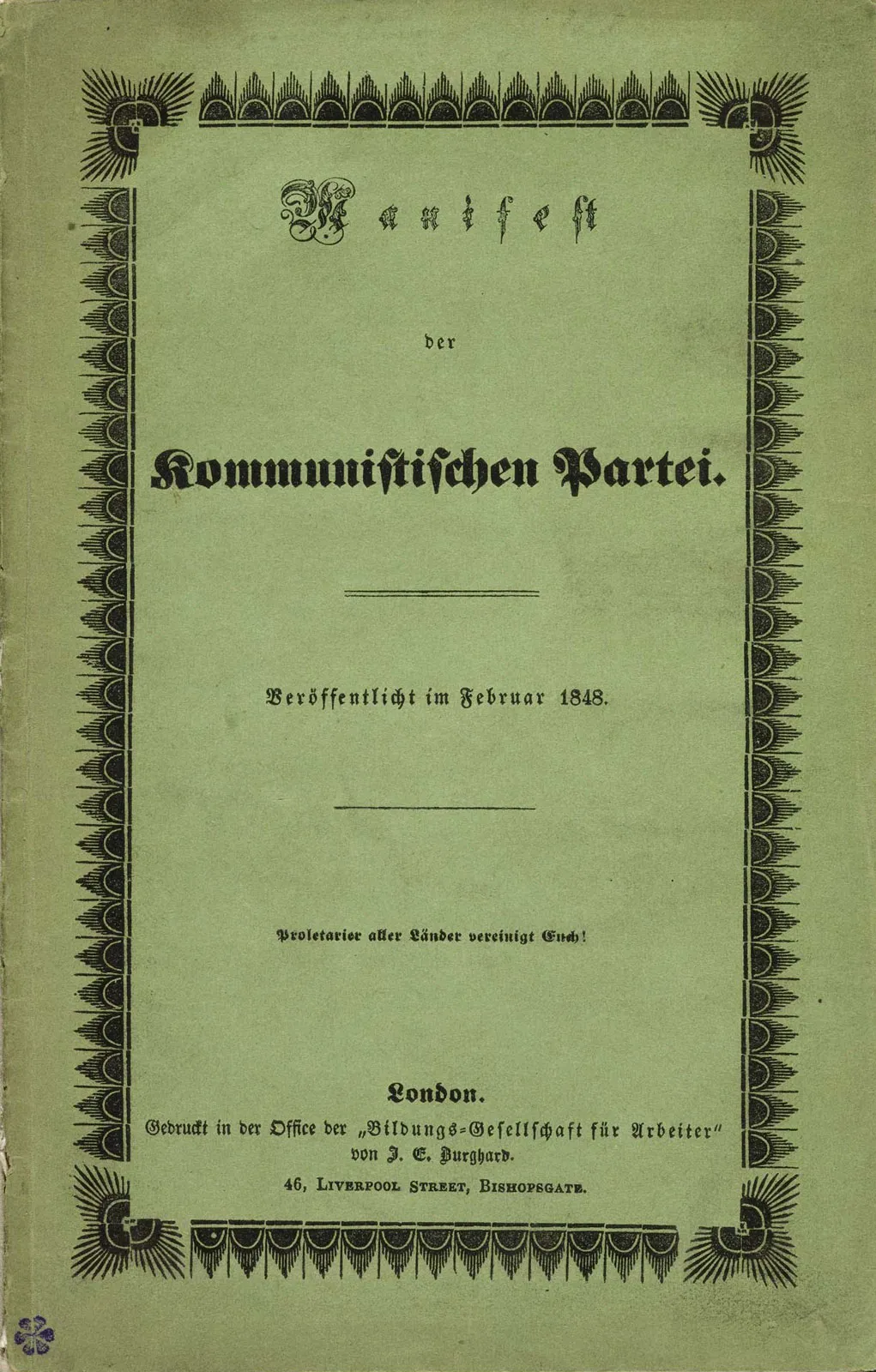
A kommunista kiáltvány

A kommunizmus modern formája a 19. századi európai szocialista mozgalmakból alakult ki. A társadalomkritikus gondolkodók a kapitalizmust okolták a proletariátus nyomoráért.
Közülük kiemelkedett Karl Marx és Friedrich Engels.
1848-ban Marx és Engels politikai programot írt a kommunista mozgalomnak. A Kommunista kiáltvány forradalmi brosúra volt, de már ebben is megpróbálták – bár csak népszerű szinten – tudományos alapokra helyezni azt, amit addig egyszerű ábrándozásnak lehetett minősíteni. Marx 1848 után a gazdaságtudomány felé fordult, és írni kezdte A tőke című alapvető közgazdasági művét.
Marx a történelmet egy tudatos folyamatnak írja le, melynek van kezdete és vége, a történelmi változások mozgatórugója pedig kizárólag a gazdaság, ezen belül is a termelőeszközökhöz való viszony, valamint a termelőeszközök birtokosai és a társadalom többi része közti feloldhatatlan ellentét. Marx véleménye szerint a kapitalista társadalom legnagyobb problémája az elidegenedés, az elidegenedést pedig az osztálynélküli kommunista társadalom szüntetheti meg. A kommunista társadalom felé vezető út a kapitalista rend forradalmi lerombolása, majd proletárdiktatúra létrehozása, mely elvezet később a kommunista társadalomhoz. A kapitalista rend lerombolása és a kommunista társadalom megteremtése közti időszakot Marx a „kommunizmus első fázisának” nevezte, később Lenin ezt nevezte el „szocializmusnak”, ellentétben a megvalósult kommunista társadalommal, melyet Marx a „kommunizmus magasabb fázisának”, Lenin pedig jelző nélkül „kommunizmusnak” nevezett.
1864-ben létrejött az első nemzetközi munkásszervezet, a munkáspártok I. Internacionáléja, ami a kommunisták és az anarchisták politikai vitája miatt felbomlott. Marx Károly halála után Engels Frigyes szervezte tovább a nemzetközi mozgalmat.
A Marx Károly és Engels Frigyes utáni teoretikusok (Eduard Bernstein, Karl Kautsky, Rosa Luxemburg, Vlagyimir Iljics Lenin) már a fejlett, nemzetközileg integrálódó kapitalizmus keretei között keresték a kommunista mozgalom lehetőségeit és a követendő stratégiát. A forradalmi és a parlamenti-reformista elképzelések ebben az időben kristályosodtak ki, ám sokszor egy párton belül. A kommunisták a tőkés rendszer minden gazdasági válságában igazolódni látták elméletüket. A Párizsi Kommün bukása után igazán az első világháború kirobbanása vetette vissza a mozgalmat, hiszen a nemzetközi munkásösszefogás nem tudta megakadályozni a nacionalista háborút. Ám a háború végére annyira kiéleződtek a társadalmi feszültségek, hogy 1917–1919-ben forradalmi hullám söpört végig Európán. A forradalmak bukása, illetve az 1917-es októberi orosz forradalom tanulságainak feldolgozása tovább szabdalta a nyugati mozgalmakat. Új irányzatok önállósodtak (tanácskommunizmus, trockizmus). Mindeközben a szovjet rendszer megerősödése a lenini utat látszott igazolni.

### Leninizmus
„…a Szovjetunióban nem annyira a proletariátusnak van diktatúrája, mint inkább a proletariátusért áll fenn a diktatúra, olyan értelemben, hogy a párt magára vállalta a burzsoázia megsemmisítésének feladatát a proletariátus javára. Egyébként elkerülhetetlen volt a Szovjetunió fennmaradása érdekében az, hogy a proletariátus – csakúgy, mint bárhol, ahol forradalom zajlott le – ráébredjen: azt kívánják tőle, hogy mondjon le mindarról, ami a forradalom előtt harcának legsajátosabb célja volt, nevezetesen a munkabér emeléséről és a munkaidő csökkentéséről. Nem lehetett másként cselekedni, mert saját jószántukból a dolgozók akkor is nehezen adták volna fel e célokat, ha a munkahelyükön már belekóstoltak volna az önkormányzatba.”
Az 1917-es októberi orosz forradalom révén Oroszországban Lenin vezetésével a világon először hatalomra jutott egy kommunista párt. Ez az esemény nagy gyakorlati és elméleti vitákat váltott ki a marxista mozgalmon belül, mivel Marx annak idején azt állította, hogy a szocializmus és a kommunizmus alapjai a legfejlettebb tőkés országokban jönnek majd létre – az Orosz Birodalom azonban európai viszonylatban a legszegényebb országok közé tartozott, hatalmas írástudatlan paraszti tömeggel és csekély számú munkássággal. Számos marxista, Oroszországon belül és kívül, lehetetlennek tartotta a szocialista forradalmat a tőkés termelési mód teljes kibontakozása előtt.
A sikeres 1917-es októberi forradalom után a bolsevikok új állami és társadalmi vezetést hoztak létre az Oroszországi Kommunista Párttal (később SZKP) az élén. Az új, úgynevezett munkás-paraszt államnak az élén Lenin állt a vitathatatlan vezető tekintélyként. Az ezt követő oroszországi polgárháborúban kiterjesztették hatalmukat az egész országra. 1922-ben megalakult a Szovjetunió.
A munkás- és katonatanácsok (szovjetek) rendszere volt a társadalmi alapja a bolsevikok felemelkedésének és 1917-es forradalmi sikerének. De a polgárháború előrehaladtával katasztrofális lett a gazdasági helyzet, éhínségek alakultak ki. 1918-től bevezették a hadikommunizmust, a szigorú parancsuralmi gazdálkodást a meglévő készletek megfelelő elosztására. Az 1921-es kronstadti felkelést követően 1922-ben Lenin bevezette az új gazdaságpolitikát, hogy ösztönözze a gazdálkodók kezdeményezőkészségét és állami felügyelet melletti haszonszerzését, és ezáltal növelje a termelést. Átmeneti időszakra kívánta lehetővé tenni az önellátást és a piaci struktúrák kialakítását, hogy később ismét államosítsa a mezőgazdaságot. A bolsevikok létrehozták a proletariátus diktatúráját egy olyan országban, ahol nem volt fejlett kapitalista ipar, és az ipari munkások csak a lakosság 10%-át tették ki. 
Az orosz kommunisták nagy reményeket fűztek a németországi kommunista felkelésekhez, mint a Bajor Tanácsköztársaság, de azok kudarcával a Szovjetunió elszigetelt maradt. A korábbi világforradalmi tervek helyett a pártnak fel kellett készülnie a szocializmus egy országban történő építésére. 
A párt tehát megszilárdította saját hatalmát, leszámolt mind bal-, mind jobboldali ellenzékével. A központosított diktatúra neve azonban ugyanúgy proletárdiktatúra maradt 1922-ben is, mint ahogy 1917-ben volt, noha a szó tartalma már addigra megváltozott. A szovjetek, a munkás- és katonatanácsok elvesztették önállóságukat, a pártállam bürokratikus végrehajtószerve lett belőlük.
A bolsevikok az általuk létrehozott Cseka segítségével fokozatosan leverték az autonóm kezdeményezéseket, mint például az ukrajnai anarchista mozgalmat. 
Külföldön sok értelmiségi üdvözölte a szovjet eseményeket, a kulturális forradalmat, az új művészeteknek nyújtott állami támogatást, a népoktatás bevezetését, a női egyenjogúság biztosítását (ami például a női munkavállalásban nyilvánult meg) és az abortusz engedélyezését, a jövedelmeket egyenlősítő politikai lépéseket, a „liberális” szovjet nemzetiségi politikát vagy a tervgazdaságra való áttérést.

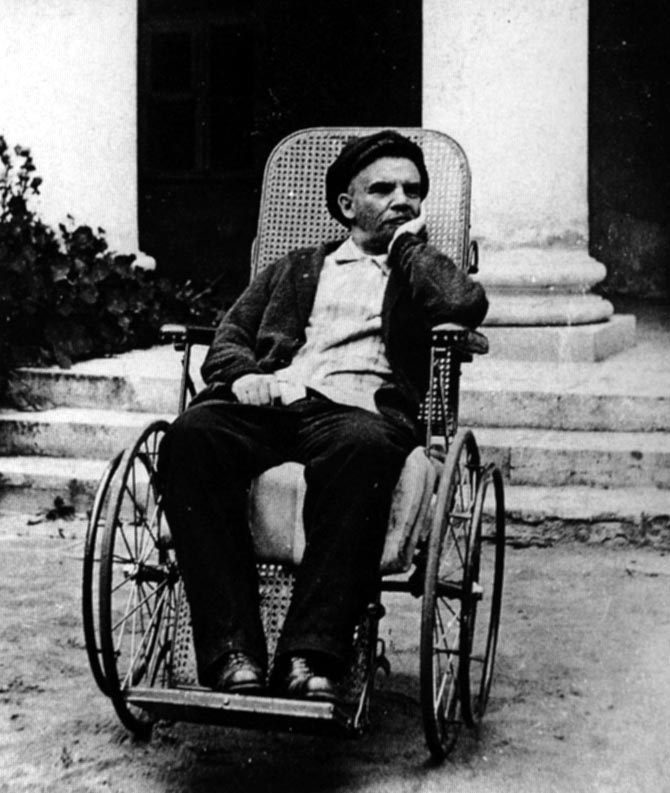
Vlagyimir Iljics Lenin 1923-ban akkori lakóhelyén, Gorkiban

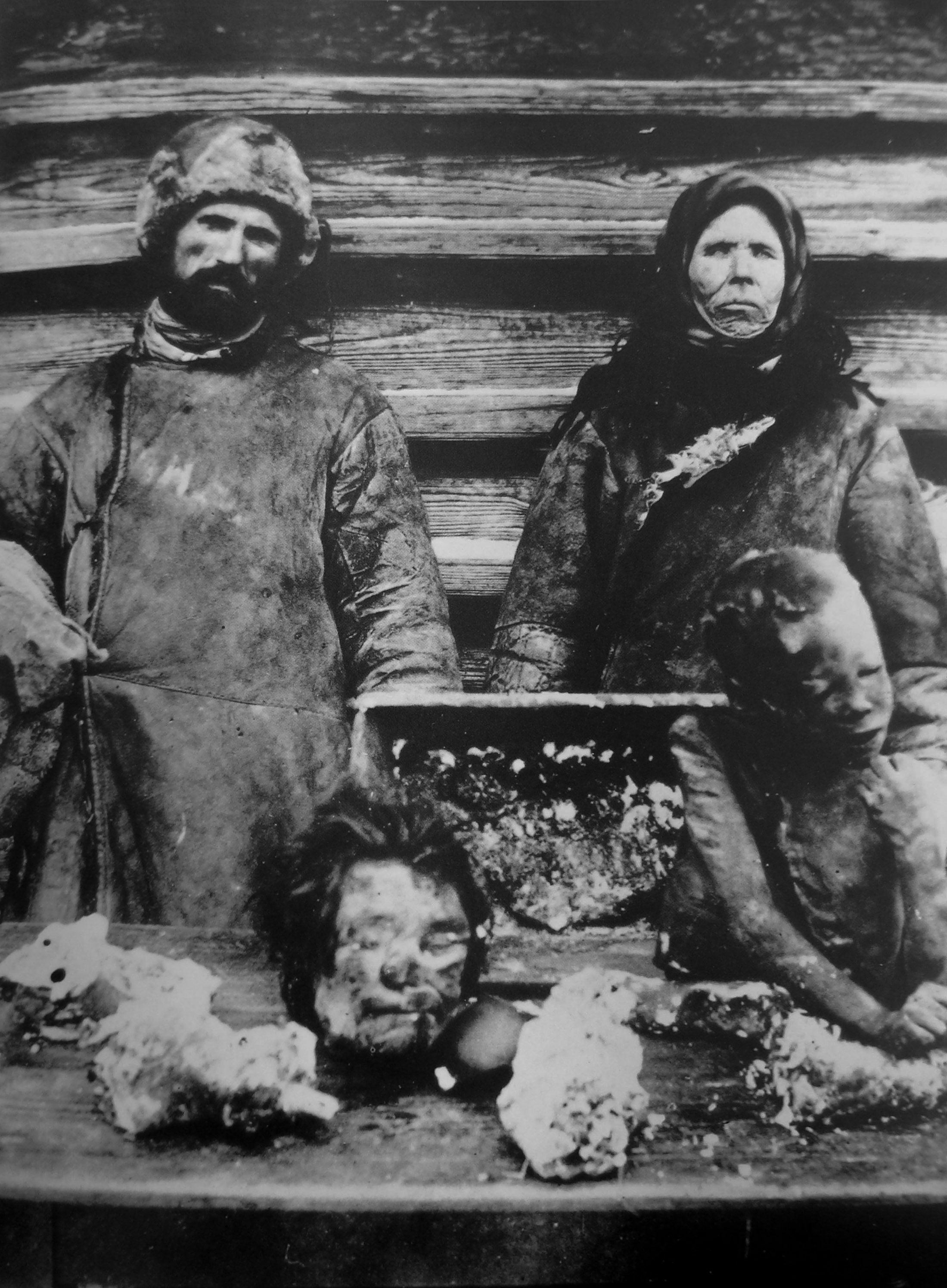
A nyomasztó diktatúra egyik következménye az 1920-as években bekövetkezett éhínség volt, ami kannibalizmushoz is vezetett

A húszas évek közepétől kezdve azonban egyre inkább nyomasztóvá vált a párt diktatúrája, amit még mindig a dolgozókra hivatkozva gyakoroltak. A Szovjetunió határai bezárultak, a félelem fokozódott a mindennapokban, a gyárakban emelték a normát, a nyilvánosságot korlátozták. Kifelé azonban még mindig a korábbi derűs arcát próbálta mutatni a rendszer. A külföldi látogatóknak dísz-városokat, „Patyomkin-falvakat” mutattak, ahol az emberek jól élnek. Persze szabadon már nem lehetett velük beszélgetni, vagy a kijelölt útvonalról letérve az orosz valóságot megismerni. Néhány tudósítás azonban átjutott a szigorú ellenőrzésen, és az 1930-as évek elején, a sztálini nagy tisztogatás és a spanyol polgárháború előtt nyugaton már nagyjából lehetett tudni arról, hogy valami félrecsúszott a munkásállamban. Ezt a szocialista mozgalomban csalódással, a szocialistaellenes érdekcsoportokban pedig nem titkolt kárörömmel fogadták – főleg Franciaországban és Németországban, ahol a jelentős baloldali pártok voltak.

### Antileninista kommunizmus
Sokan egyetértettek Marx célkitűzésével, az osztálynélküli kommunista társadalommal, azonban nem osztották Lenin elképzeléseit e társadalom elérésének módjáról.
Az anarchokommunisták elvetették Lenin elképzelését a proletárdiktatúráról és az átmeneti első fázisról, a szocializmusról. Az ő véleményük szerint az állam a kapitalizmus szinonimája, ezért nem lehetséges a kapitalizmust megszüntetni az állam megszüntetése nélkül. Az anarchokommunisták az állam azonnali megszüntetését javasolták a kapitalizmus forradalmi úton történő lerombolása után.
Másik irányzat az anarchoszindikalista. Ők elvetik a kommunista pártot mint az átmeneti társadalom vezető erejét, helyette a szakszervezetek uralmát kívánták bevezetni.
A tanácskommunizmus, amely a Németországban 1910-es évek végén lezajlott forradalmi eseményekből született meg, a leninizmus etatizmusával (hasonlóan a luxemburgizmushoz) a munkástanácsok hatalmát állítja szembe.
A plehanovizmus pedig elvetette a kapitalizmus azonnali megdöntésének tervét, helyette a kommunisták szerepét az iparilag fejletlenebb államokban a kapitalista társadalom megerősítésében látta azzal a céllal, hogy a társadalmi feltételek megérjenek egy későbbi sikeres kommunista forradalomra.

### Sztálinizmus
A sztálinizmus megítélését illetően két fő vélemény létezik.
A független elemzők, a kommunizmus ellenfelei és a legtöbb kommunista a sztálinizmust nem tartja önálló ideológiának, rámutatva arra, hogy Sztálin nem változtatott lényegesen a Lenin által kialakított társadalmi renden. Sem a tömeges terror, sem a kritikus vélemények elnémítása nem Sztálin találmánya, ezeket a módszereket Lenin a kezdettől fogva alkalmazta. Emellett a Lenin által kialakított rendszer eleve egy totalitárius rendszer volt, bármiféle társadalmi kontroll nélkül. Sztálin csupán megerősítette ezt a hatalmat, az addigi kollektív vezetést, mely 10-12 ember ellenőrizetlen teljhatalmát jelentette, egyetlen személy ellenőrizhetetlen teljhatalmával váltotta fel. Ezen álláspont szerint Sztálin munkássága nem több, mint Lenin munkásságának logikus és magától következő folytatása. Egyetlen fontosabb új elképzelés, melyet Sztálin fejlesztett ki az osztályharc folytatódásának elve a kommunista hatalomátvétel után. E szerint a proletárdiktatúra bevezetése után nem csökkennek, hanem nőnek az osztályellentétek, mivel a volt kapitalisták egyre agresszívabban lépnek fel a kapitalizmus visszaállítása érdekében, csak most már ezek az erők nem antikommunista szervezetekben, hanem a kommunista párton belül jelennek meg. Ez az elv volt Sztálin idejében a tömeges terror növelésének ideológiai alapja.
Ezzel szemben a kommunisták egy része a sztálinizmust a Lenin általi kommunizmushoz képest radikális újításnak tekinti. Ezen elmélet szerint radikális változtatás, hogy míg Lenin alatt proletárdiktatúra volt, addig azt Sztálin egyszemélyi diktatúrával váltotta fel. Fontos különbségnek tartják azt is ezen álláspont hívei, hogy az állami terror mértéke kisebb volt Lenin alatt, s úgy vélik, hogy a Lenin alatti terror szükségszerű és korlátozott volt, szemben a Sztálin-időszak nagyobb mértékű és szerintük nem igazolható represszióival. A gazdaságpolitika terén is fontosnak tartották azt a különbséget, hogy míg Lenin a magántulajdon korlátozott szerepét megengedhetőnek tartotta (új gazdaságpolitika), addig Sztálin a magántulajdont teljes egészében megszüntette.
A sztálini kommunista ideológia lokalizált változata: a vallásos misztikát a kommunista elmélettel ötvöző észak-koreai dzsucse.

### Trockizmus
A Lev Trockij által képviselt kommunista áramlat tagadta Lenin és Sztálin elképzelését arról, hogy a Szovjetunióban szükséges kiépíteni a kommunista társadalmat. Trockij szerint a kommunizmus építése csak akkor kezdődhet el, ha világméretekben megtörtént a kommunista forradalom. Amíg ez nem történik meg, addig a szovjet állam szerepe az, hogy minden eszközzel elősegítse a világforradalmat.
Trockij a trockizmus szót nem használta, magára úgy tekintett, mint Lenin szellemiségének őrzőjére, szemben a sztálini ferdítéssel, melynek következtében – Trockij szerint – megszűnt a proletárdiktatúra a Szovjetunióban. Trockij 1938-ban saját kommunista világmozgalmat hozott létre Negyedik Internacionálé néven.

### Maoizmus
Sztálin halála után a kommunista rendszer enyhült a Szovjetunióban és a szovjet érdekövezet államaiban. Mao elítélte ezt az enyhülési folyamot, s azt revizionizmusnak nevezte. Mao egyetértett Sztálinnal az osztályharc folytatódásának kérdésében a kommunista hatalomátvétel után, sőt egyenesen a kommunista párt funkcionáriusait, a nomenklatúrát tartotta burzsoáziának, melynek érdekében áll a kapitalizmus visszaállítása. A kínai kulturális forradalom meghirdetett célja éppen ennek meggátolása volt. Emellett azonban a maoizmus kifejlesztett bizonyos saját elképzeléseket, melyek különböznek a többi kommunista irányzathoz képest, a legfontosabb, hogy a munkásság helyett a fő hangsúlyt a parasztságra helyezi, a kapitalizmus elleni harc legfontosabb módszere nem a munkások és a szakszervezetek harca, hanem a parasztfelkelés.
Mao halála után Kínában a reformista irányzatok kerekedtek felül, bár hivatalosan mind a mai napig Maot tekintik alapnak. A hagyományos maoizmus Albániában még pár évig vezető politikai eszme maradt, egészen a két ország 1978-as szakításáig, amelyet követően Albánia az izolacionizmus politikáját képviselte.

### Reformkommunizmus

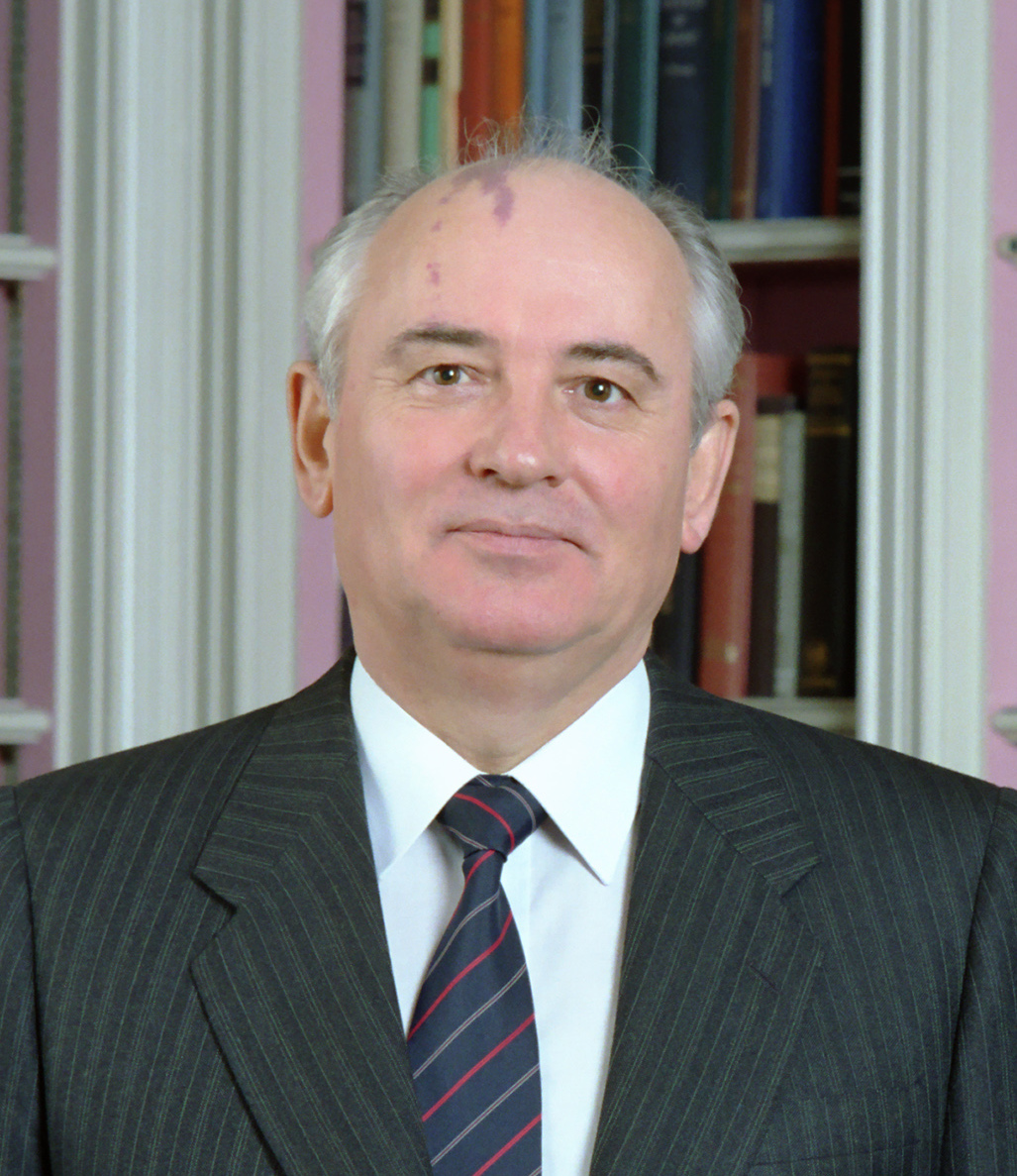
Mihail Szergejevics Gorbacsov

A megvalósult kommunista uralom borzalmai a kommunisták egy részét arra késztette, hogy újítsanak a kommunista elméleten.
Az egyik legjelentősebb ilyen reformkommunista áramlat az eurokommunizmus volt. Újításai:
- Forradalom- és erőszakmentes váltás a kommunista társadalomra.
- A hatalom többpártrendszeri gyakorlása, egészen addig, amíg az emberek készen állnak a kommunista társadalomra.
- Feminizmus.
- Szabad szexuális orientáció: a homoszexuálisok, leszbikusok, biszexuálisok, és egyéb szexuális kisebbségek jogainak a védelme. A jelenlegi eurokommunista pártok programjában benne van a homoszexuális házasság legalizálása.
- Szabad sajtó védelme, beszéd- és véleménynyilvánítási szabadság védelme, és minden nem gazdaságra vonatkozó individuális szabadság.
- Minden nem gazdaságra vonatkozó liberális, és progresszivista érték.

Az eurokommunizmus a Szovjetunió 1991-es megszűnése után okafogyottá vált. Az eurókommunista pártok jelentős része irányt váltott, áttért a szocialista vagy szociáldemokrata értékekre. Kisebb részük továbbra is kommunista irányultságú. Kevés kivétellel ezek általában marginális pártok, alacsony szavazati aránnyal.
Eurokommunista pártok:
- Olaszország: Kommunista Újraszületés Pártja, Olasz Kommunisták Pártja
- Franciaország: Francia Kommunista Párt (PCF). Bár forradalmat szorgalmaz, a Forradalmi Kommunista Liga (LCR) elnöki választási programja eurokommunista.
- Spanyolország: Egyesült Baloldal
- Németország: Demokratikus Szocializmus Pártja (Die Linke.PDS)
- Európai Parlament: Európai Baloldal

A reformkommunizmus másik, jóval sikeresebb áramlata a maoizmus talaján fejlődött ki, a Mao halála utáni Kínában. Ezen áramlat szerint a kommunizmus bevezetését hosszú időszak előzi meg, melyben a kapitalista gazdasági viszonyok dominálnak. A kommunista párt szerepe a gazdaság koordinálása és a politikai egyeduralom megőrzése abból a célból, hogy a kapitalisták ne jussanak politikai hatalomhoz. Ez a reformkommunista áramlat tagadja a termelőeszközök társadalmi tulajdonának szükségességét a hosszú átmeneti időszak alatt, sőt kifejezetten a magántulajdon mellett száll síkra. Jelenleg ilyen típusú reformkommunista diktatúra működik Kínában, Vietnámban és Laoszban.

## A kommunizmus mint politikai mozgalom

### Jelképek
- Vörös zászló
- Szabályos ötágú vörös csillag

A vörös csillag valamint a sarló és kalapács a szovjet zászlóból

- Egymást keresztező sarló és kalapács, amely a munkásság és a parasztság összefogását jelképezi (A Szovjetunió egyik szimbóluma volt.)
- Felemelt ököl
- Az Internacionálé dal

### Politikai aktivitás a 21. században
Az Szovjetunióban valamint a kelet-közép-európai szocialista országokban lezajlott rendszerváltás felszínre hozta a kommunizmus és a tervgazdálkodás belső ellentmondásait, szükségszerűnek látszó gazdasági elmaradását, és ennek nyomán a 90-es évektől s kommunizmus világszerte visszaszorult. Elvesztették befolyásukat az olyan nagy nyugati kommunista pártok, mint a francia, az olasz és mások. Egyes fejlett tőkés és volt szocialista országban fennmaradt néhány csekély befolyással rendelkező utódpárt.
Az a néhány ország is eltérő utakat választott, ahol fennmaradt az állampárt vezető szerepével fémjelzett szocialista rendszer. Kína gyakorlatilag feladta a szocialista tervgazdálkodást és államkapitalista rendszert vezetett be, igaz, szigorú központi ellenőrzés mellett. Észak-Koreában a dzsucse rendszere már csak nyomokban emlékeztet az egykori kommunista ideológiára. Kuba az 1959 óta fennálló amerikai gazdasági blokád árnyékában nagy gazdasági nehézségekkel küzdve továbbra is szocialista jellegű gazdálkodást folytat a Kubai Kommunista Párt irányításával.

### Magyarországon
Magyarországi vonatkozásában lásd a szócikkeket a jobb oldali mezőben!

## A kommunizmus kritikái

### Utópia
A kommunizmus mint elképzelt társadalmi rendszer legáltalánosabb kritikája annak utópikus jellegét érinti. Az egyenlősítő társadalmi kísérletek a történelem során vagy erőszakos bukást szenvedtek el, vagy újra hierarchikus társadalomba alakultak át. Kritikusai ezzel kapcsolatban az ideális kommunista társadalom megvalósításának lehetetlenségére mutatnak rá.

### Diktatúra, terror
A kommunizmus mint politikai mozgalom utópikus céljai megvalósítása érdekében – mivel azok a társadalmi valóság, a gyakorlat akadályaiba ütköztek – gyakran erőszakhoz folyamodott. A rendszer híveihez így számtalan erőszakos halál, kínzás, kikényszerített munkaszolgálat, tömeges éhezések köthetők.
A proletárdiktatúra jegyében a vezetők gyakran tömeges és szélsőséges eszközöket vetettek be hatalmuk megerősítése érdekében. A propaganda és a személyi kultusz gyakran nagy hangsúlyt kapott.
A kommunizmus nevében elkövetett bűnökről készült írás A kommunizmus fekete könyve, amelynek szerzői a kommunizmus nevében elkövetett bűnök áldozatainak számát 100 millióra teszik. A nemzetközi kommunista mozgalom, illetve a hatalomra soha nem került kommunista pártok számlájára pedig körülbelül 10 000 áldozatot írnak. Más társadalomtudósok erősen bírálták e könyv módszertanát. Noam Chomsky is idézte Amartya Sen munkáját, aki az India és Kína közötti halandósági mutatók különbözőségét évi 4 millió főre tette Kína javára, mégpedig az ottani orvosi ellátás egyenlőbb eloszlása miatt. Chomsky megjegyezte, hogy A kommunizmus fekete könyve módszerével dolgozva ki lehetne mutatni, hogy csak az indiai „demokratikus kapitalista kísérletnek” több áldozata volt, mint a kommunizmusnak 1917 óta világszerte."

### Ateizmus
A kommunizmus ideológiája ateista, tagadja a természetfeletti erők és lények létezését, valamint materialista, mert a vallás keletkezését az emberi tudat, valamint a környező természeti és társadalmi valóság ellentmondásaiból vezeti le. A marxizmus szerint a tételes vallások az állam létrejöttével párhuzamosan alakultak ki, mint az osztálytársadalmak termékei.
XI. Piusz pápa a nácizmust elítélő Mit brennender Sorge kezdetű enciklikájával majdnem egyidejűleg, 1937. március 19-én kiadta a Divini redemptoris című enciklikáját is, amely az istentelen kommunizmust a „liberális materializmus” végső következményeként ítélte el, mind elméletben, mind gyakorlati kihatásaiban. XI. Pius szerint „a kommunizmus, mint társadalmi rend, önmagában teljesen gonosz lévén, még politikai alkalmazkodásból sem pártolható keresztények részéről”.

### Gazdaság
A kommunizmus legkézenfekvőbb kritikája annak felismerése, hogy a kapitalizmussal szemben a maga részéről meghirdetett gazdasági versenyt végül minden téren elvesztette, egyetlen országban sem sikerült nagyobb jólétet biztosítani a lakosságnak, mint a fejlett tőkés országokban. A profitmotívum hatékonyabb gazdasági hajtóerőnek bizonyult, mint a központi gazdasági tervezés.

## Fordítás
- Ez a szócikk részben vagy egészben  a   Communism című angol Wikipédia-szócikk ezen változatának fordításán alapul.  Az eredeti cikk szerkesztőit annak laptörténete sorolja fel. Ez a jelzés csupán a megfogalmazás eredetét és a szerzői jogokat jelzi, nem szolgál a cikkben szereplő információk forrásmegjelöléseként.
- Ez a szócikk részben vagy egészben  a   Kommunismus című német Wikipédia-szócikk ezen változatának fordításán alapul.  Az eredeti cikk szerkesztőit annak laptörténete sorolja fel. Ez a jelzés csupán a megfogalmazás eredetét és a szerzői jogokat jelzi, nem szolgál a cikkben szereplő információk forrásmegjelöléseként.